# Gahela Cari
Gahela Tseneg Cari Contreras (Ica, 11 de noviembre de 1992) es una educadora y activista por los derechos trans peruana.

## Biografía
Hija de padres campesinos andinos y con herencia afroperuana por parte de su bisabuela, Gahela Cari Contreras nació en Ica en 1992, a donde su madre, lideresa campesina ayacuchana, y su padre, sindicalista puneño, tuvieron que migrar debido a la violencia ejercida por el grupo terrorista Sendero Luminoso en la serranía durante el Conflicto Armado Interno. Su infancia la vivió en el centro poblado de Bernales, en el distrito de Humay. Es la cuarta de seis hermanos.
De adolescente fue activista animalista, y en la universidad fue dirigente estudiantil mientras cursaba Derecho en la Universidad Nacional San Luis Gonzaga. También trabajó en la industria agraria, perteneciendo a la Asociación de Jóvenes Campesinos del valle de Pisco.
En 2017, Cari migró a Lima, donde se recibió como Técnica en Administración de Empresas. En paralelo siguió estudiando Derecho, pero la Universidad no reconoce su identidad de género por lo que no ha podido tramitar su título universitario. Debido a la discriminación sexual y a las pocas oportunidades laborales de las personas transexuales, tuvo que ejercer la prostitución.

### Carrera política

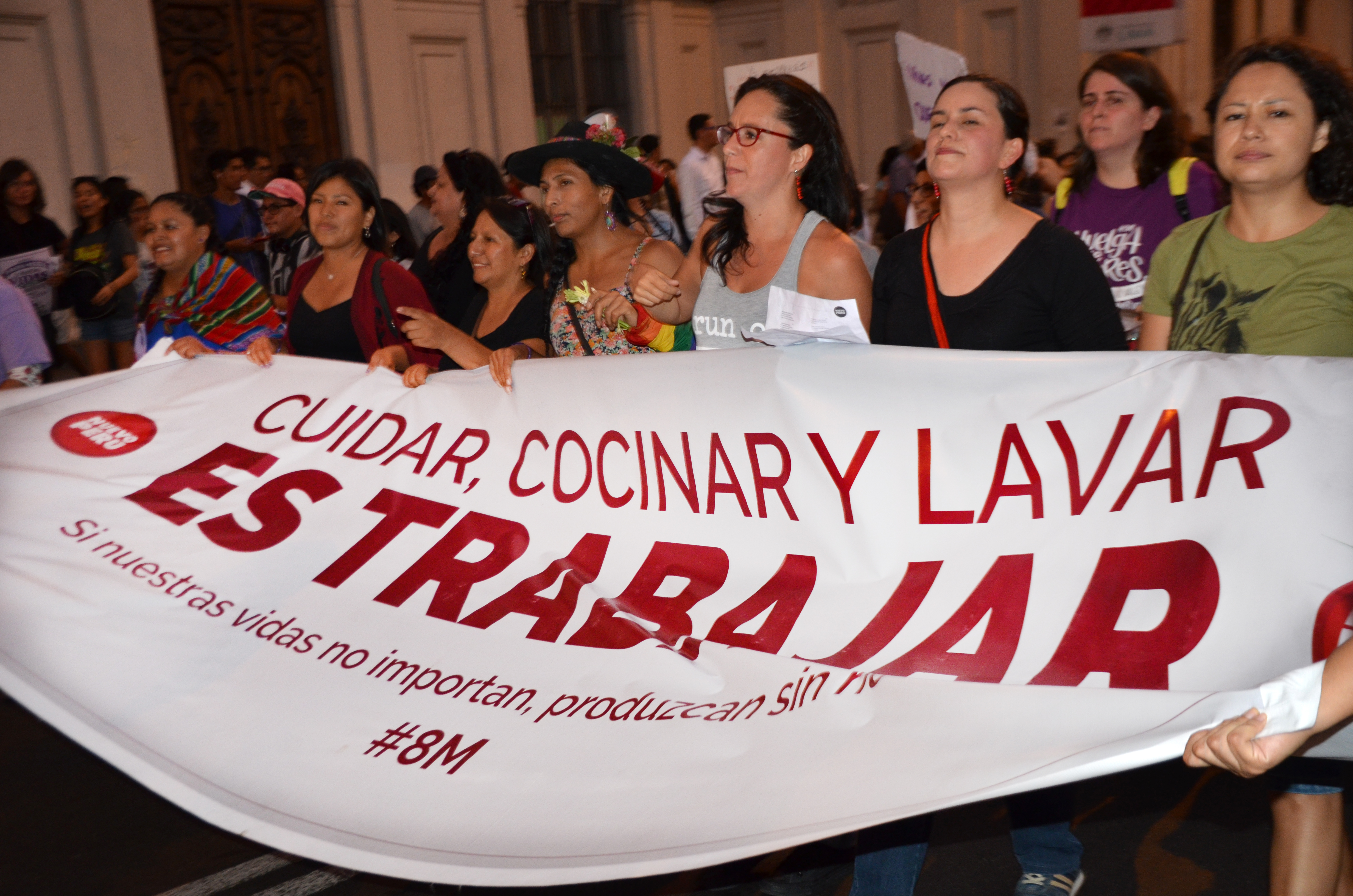
Feministas en Lima por el 8M de 2013 del movimiento de izquierda Nuevo Perú, de izquierda a derecha: Indira Huilca, Gahela Cari, Marisa Glave y Verónika Mendoza.

En 2020 fue la única candidata trans en aspirar a una curul en el Congreso de la República durante las elecciones extraordinarias de ese año. Se presentó en las listas del partido de izquierda Juntos por el Perú (JP). En los comicios del día domingo 26 de enero, Cari denunció que un miembro encargado del Jurado Nacional de Elecciones (JNE) dentro del local de votación, el colegio Teresa Gonzáles de Fanning, se negó a reconocer su identidad de género vulnerando sus derechos.
En junio de 2020, fue reprimida junto a otras activistas trans por la policía nacional que resguardaba la sede del Ministerio Público, donde las manifestantes se habían convocado para protestar contra los feminicidios, violaciones y desapariciones denunciados durante el estado de emergencia. En julio de ese año, fue intervenida por un policía nacional por saltarse el toque de queda decretado por el Gobierno peruano en el contexto de la pandemia de COVID-19. El policía insistió en dirigirse a ella por el nombre muerto que figura en su documento de identidad. En otra ocasión, durante las manifestaciones masivas contra el presidente peruano Manuel Merino, Cari se lanzó contra un cordón policial lo que fue captado por las cámaras fotográficas de diversos medios, haciéndose viral.
En 2021 volvió a postular como candidata por Lima al Congreso nacional para las elecciones generales de ese año. Al igual que en su primer intento de ser congresista, tuvo que presentarse en las listas del partido JP con su nombre masculino de nacimiento. Durante la campaña fue víctima de transfobia por parte de otros candidatos y políticos radicales. Cari denunció estos ataques discriminatorios al JNE.
En julio denunció que sufrió un ataque físico tránsfobo ante la mirada de miembros del serenazgo de Lima, que no detuvieron la agresión. Ante esta denuncia el alcalde de Lima, Jorge Muñoz, condenó los hechos y mostró su apoyo hacia Gahela.

## Historial electoral

### Candidata congresal
| Proceso electoral            | Partido | Partido            | Circunscripción                          | Votos preferenciales | Resultado | Refs.  |
| ---------------------------- | ------- | ------------------ | ---------------------------------------- | -------------------- | --------- | ------ |
| Elecciones generales de 2021 |         | Juntos por el Perú | Distrito electoral de Lima Metropolitana | 19 676               | No electa | [ 15 ] |